# 告知事項あり。〜その事故物件で起きること〜
『告知事項あり。〜その事故物件で起きること〜』（こくちじこうあり そのじこぶっけんでおきること）は、2025年3月7日と3月14日にフジテレビ系列で放送されたテレビドラマ。主演は岩瀬洋志。

## あらすじ
いわゆる"事故物件"として「告知事項あり」と記載される物件を調査する会社「岩倉不動産」に、新たな依頼が舞い込む。今回の依頼は「アーバンハイツ201号室」に関するもので、不気味な音が聞こえるという理由で入居者が立て続けに退去している状況だった。
調査員の真山悠斗と東雲杏が調査を開始するが、彼らにも不気味な現象が迫ってくる。調査を進めるうちに、201号室で発生している異変の原因が上階の301号室にあると突き止める。しかし、その"開かずの301号室"に踏み込んだ時、恐ろしい真実が明らかになっていく…。

## キャスト

### 主要人物
真山悠斗（まやま ゆうと）
演 - 岩瀬洋志
オバケ調査員。岩倉不動産勤務。
東雲杏（しののめ あん）
演 - 齊藤なぎさ
新入社員。除霊で有名な愁明寺が実家。

### 岩倉不動産
岩倉詠一（いわくら えいいち）
演 - 袴田吉彦
社長。
玉木聡子
演 - 三浦真椰
真山と東雲の先輩社員。

### その他
大島雅弘（おおしま まさひろ）
演 - 宮世琉弥
大島不動産販売の販売特別室室長。

## スタッフ
- 原作 - 児玉和俊「告知事項あり。 その事故物件で起きること」（イマジカインフォス刊）[1]
- 脚本 - 市川貴幸[1]
- 脚本協力 - 銀次郎、久望蜜[1]
- 主題歌 - オレンジスパイニクラブ「正体」[5]
- 演出 - 森脇智延[1]
- プロデュース - 江花松樹、古郡真也[1]
- 制作・著作 - フジテレビ[1]

## 放送日程
| 各話 | 放送日  |
| ---- | ------- |
| 前編 | 3月07日 |
| 後編 | 3月14日 |